# Comuna Jerebîlivka, Moghilău
Jerebîlivka (în ucraineană Жеребилівка) este o comună în raionul Moghilău, regiunea Vinnița, Ucraina, formată din satele Irakliivka și Jerebîlivka (reședința).

## Demografie
Componența lingvistică a satului Jerebîlivka
     Ucraineană (97,31%)
     Rusă (2,37%)
     Alte limbi (0,32%)
Conform recensământului din 2001, majoritatea populației satului Jerebîlivka era vorbitoare de ucraineană (97,31%), existând în minoritate și vorbitori de rusă (2,37%).